# Tilia taishanensis
Tilia taishanensis är en malvaväxtart som beskrevs av S.B. Liang. Tilia taishanensis ingår i släktet lindar, och familjen malvaväxter. Inga underarter finns listade i Catalogue of Life.